# 好美麗診所
《好美麗診所》是東森綜合台2005年八點檔電視劇，群星瑞智製作，是一部以職場為主軸的時裝喜劇。製作人柴智屏兼任東森戲劇台台長，郎祖筠導演，余天、況明潔、王耀慶、黃品源主演。全劇共70集，2005年3月1日首播，2005年6月7日結束。因為頗有名氣，拍了續集《好美麗診所嘿哈》。

## 播出時間

### 首播
| 頻道       | 所在地 | 播映日期                  | 播出時間         |
| ---------- | ------ | ------------------------- | ---------------- |
| 東森綜合台 | 臺灣   | 2005年3月1日-2005年6月7日 | 週一到週五20：00 |

## 劇情簡介
好美麗診所是一家整形診所，目的是要讓所有女性都美麗。醫師蕭薔薇（況明潔飾）為了逃避母親玫瑰（馬世莉飾）幫她安排的相親，偕同閨蜜阿珠阿花去墾丁渡假，卻遇到求婚失敗的萬得福（黃品源飾），萬得福還看到了薔薇的醜態，這對薔薇簡直是惡夢，更慘的是萬得福竟然是院長（余天飾）重金從日本禮聘回來服務的醫師，薔薇處心積慮想把萬得福弄走，但不但沒有成功，萬得福更住進了薔薇家！不是冤家不聚頭，萬得福和薔薇的恩怨從診所延燒到家中，讓喜歡薔薇的醫師曾大慶（王耀慶飾），感受到莫大的威脅，還有喜歡曾大慶的小護士賈欣欣（陳珮騏飾）、大慶的青梅竹馬彭春妹（柳翰雅飾）也捲進這場風暴中……

## 演員

### 好美麗診所
| 演員     | 角色   | 介紹 |
| 余天     | 院長   | 本名吳水木，好美麗診所院長。醫術頗精，但相當小氣，經常弄的員工怨聲載道，不過也相當機智。為了幫助想整形的喬治、又不想被診所的員工知道而挑戰蒙面手術。但也有怕事的一面，在于婉棠因找不到蕭薔薇時大鬧診所，院長不敢應付她而騙優子進去應付。在感情上也是頗有曲折，妻子阿蘭病歿多年，在黑道大哥烈哥霸佔診所想動手術時發現原來亡妻竟是烈哥的初戀情人。暗戀員工醫師薔薇之母玫瑰，但又放不下對阿蘭的感情而不敢向玫瑰告白，和他一同建立好美麗診所的護理長也暗戀他多時，經常在上班時間進辦公室試圖搭訕院長，但都被他三言兩語騙走。 |
| 況明潔   | 蕭薔薇 | 好美麗診所醫師，對工作認真、性格保守，與同事也相當親切，小護士們和麻醉師喜郎都很喜歡她，醫師曾大慶也暗戀薔薇多時，但她都以工作為由拒絕他。年近40還沒有男友，令母親玫瑰非常擔心，經常幫她安排各種奇怪對象的相親，為了逃避相親，薔薇和閨蜜阿珠跟阿花約去墾丁玩，在墾丁遇到求婚失敗的萬得福，晚上時又被阿珠阿花設計，跟金百男有一次烏龍的一夜情。在發現萬得福居然是院長重金禮聘來的醫師，而且母親玫瑰瞞著她把房間租給萬得福時嚇得魂不附體，兩人爭執不斷，然而這一來一往下薔薇發現萬得福好像在她心裡變得不太一樣了……       |
| 黃品源   | 萬得福 | 留日名醫，被院長重金禮聘回國到好美麗診所任職，屏東萬巒人，在墾丁求婚失敗後和薔薇有一連串的誤會，讓薔薇一度相當討厭他，在得知母親貪財將家中其中一個房間租給萬得福之後薔薇對他更沒好感，兩人不管在診所還是在家中都引起大小爭執。跟曾大慶是好兄弟，知道曾大慶喜歡薔薇之後忍住心中的感情幫助大慶追薔薇，但無法壓抑心中感情的萬得福在一次酒醉不小心把真心話說出來，破壞了三人的感情平衡…… |
| 王耀慶   | 曾大慶 | 好美麗診所醫師，自稱好美麗一哥，外型帥氣，被小護士賈欣欣暗戀。暗戀同事薔薇，知道萬得福對薔薇有意思，用友情壓力強迫萬得福把薔薇讓給他，萬得福為了顧全友情而答應，但薔薇對大慶只是好朋友的關係，始終沒有對大慶動情過。小時候喜歡青梅竹馬彭春妹，但因大慶家中只是種水果的果農，彭家瞧不起他，大慶憤而考上醫師，然而他在遇到薔薇之後才發現其實對春妹只是如同妹妹般的呵護而已。 |
| 陳幼芳   | 護理長 | 本名劉淑好，好美麗診所護理長，和院長夫婦一同建立好美麗診所，阿蘭病歿後幫助院長經營好美麗診所，是院長最信任的左右手。長期暗戀院長，經常進院長辦公室想搭訕院長，但院長從來都對護理長沒有任何意思，總是以各種奇怪的理由把護理長打發走。體格從小就頗壯碩，幼稚園演話劇時老師叫她演冬瓜，讓她身心受創多年，一次撞到院長時還讓院長瞬間覺得眼冒金星，把所有人撞倒。經常壓榨底下的小護士們，但也會跟小護士連成一氣去嗆院長，令小護士們既愛她又怕她。                                                                           |
| 李沛旭   | 周喜郎 | 好美麗診所麻醉師，性格天然呆又好欺負，常跟小護士們走在一起，是每天被護理長壓榨的小護士們唯一能欺負的對象。很聽大慶的話，也因此有時會做出一些令人費解的事，跟小護士中的優子告白後兩人交往。 |
| 陳珮騏   | 賈欣欣 | 好美麗診所小護士之一，是曾大慶的助手。是小護士中最漂亮、身材也最好的，有時被護理長無理的要求氣到受不了時就會拿身材跟臉蛋嘲笑護理長，令護理長氣結。對所有帥哥都無法抗拒，見到帥哥就貼上去，曾大慶、喬瑟夫都曾是她的目標，但讓欣欣有興趣最久的還是曾大慶。平時少根筋，但也有精明的一面，感受到春妹有意剷除所有跟大慶有關的女性而與春妹為敵，處處和春妹唱反調，想把春妹趕走，但還是敵不過春妹憤而離職，在薔薇與其他同事規勸下還是回到好美麗診所。                                                                         |
| 鍾宛庭   | 牛凱樂 | 好美麗診所小護士之一，負責櫃台和預約門診事務。性格少根筋到逼近愚笨，連訂個便當都會忘記訂，常被診所中很多人罵。喜歡出餿主意，讓人哭笑不得。因為出餿主意太過，曾大慶甚至有把她抓去痛打一頓，是院長和護理長最頭痛的存在。 |
| 余筱萍   | 馬海倫 | 好美麗診所小護士之一，是萬得福的助手。自栩博學多聞，但說穿了只是空包彈，常發表一些聽起來很有學問，其實只是空泛的言語，有時候連凱樂都想吐槽，只有優子非常相信她，每次都把海倫的話當回事。喜歡說八卦，在休息室或下班回到護士宿舍時就是在講八卦，對八卦的敏感度與熱衷程度有時甚至讓人搖頭。平常沒什麼表情，經常沒事就擺臭臉，被曾大慶酸家裡賣臭豆腐的。 |
| 蝴蝶姐姐 | 金優子 | 好美麗診所四名小護士之一，是薔薇的助手。個性善良單純也很好騙，偶爾會被其他小護士虧呆，于婉棠大鬧診所時院長還把她騙進院長室應付于婉棠，後跟喜郎交往。 |

### 等一人咖啡
| 演員   | 角色   | 介紹 |
| NONO   | 喬治   | 等一人咖啡廳店長，性格溫和內向，因為在等一個人而開了這家咖啡廳，好美麗診所的人經常來光顧。劍橋大學中文系畢業，非常擅長成語接龍，沒有人接得贏他，在整形後員工翔翔也是靠成語接龍成功找回店長。在發現等不到那個人之後邂逅了春妹，但春妹嫌棄他的外表，令他心灰意冷，找上院長希望可能把他整成帥哥但又不想被其他人知道，於是院長挑戰蒙面手術讓喬治改頭換面，改名為喬瑟夫，讓春妹喜歡上他。有一個雙胞胎哥哥喬揚，在他不便承認自己就是喬治時幫他頂住等一人咖啡。 |
| NONO   | 喬揚   | 喬治的雙胞胎哥哥，與喬治性格大相逕庭，非常活潑又喜歡搞笑，受弟弟喬治之托來暫時掌管等一人咖啡，愛上欣欣，但也被欣欣嫌棄。 |
| 宗翔   | 翔翔   | 等一人咖啡員工，跟好美麗診所的人都很好，經常說話讓喬揚拿衛生紙打他的頭。翔翔也是第一個發現喬瑟夫就是喬治的人。 |
| 余秉諺 | 喬瑟夫 | 整形後的喬治，外型高大帥氣，吸引春妹和好美麗診所一眾小護士的迷戀，但喬瑟夫只喜歡春妹，乍看下喬瑟夫與春妹可以開花結果之際似乎又有了其他阻礙…… |

### 其他演員
| 演員   | 角色       | 介紹 |
| 馬世莉 | 蕭玫瑰     | 薔薇之母，是個單親媽媽，外型豔麗、打扮時髦，常去公園跳舞，常吸引男人搭訕，也包含院長與金百男。獨立撫養薔薇長大，非常關心薔薇的歸宿，因此經常幫她安排各種奇怪的相親，嚇得她逃去墾丁。為了貪財而將家中另一個房間租給萬得福，令薔薇氣結。喜歡院長，但院長又介意亡妻的感受，讓玫瑰非常不悅，金百男又不斷追求她，讓她更厭煩，最後想到辦法把金百男拐出國，才讓她感到清心。 |
| 卜學亮 | 金百男     | 屏東當地的土財主，打扮的相當俗氣，吸引阿珠跟阿花的注意，試圖幫他跟薔薇安排一夜情，卻陰錯陽差的讓薔薇認識了萬得福，開始了剪不斷理還亂的多角戀情。來到台北想找薔薇卻喜歡上玫瑰，為了追求玫瑰死纏爛打，讓玫瑰不耐煩，甚至聯合情敵護理長一起整金百男，被玫瑰騙出國，但又回來繼續纏著玫瑰，反而讓玫瑰更頭痛。                                                             |
| 婕     | 阿珠       | 薔薇的閨蜜。跟薔薇去墾丁時看不慣薔薇沒有對象，知道薔薇喝酒會發酒瘋，跟另一個閨蜜阿花在薔薇的飲料裡加酒，讓薔薇認識了金百男跟萬得福。 |
| 許嘉蓉 | 阿花       | 薔薇的另一個閨蜜。看不慣薔薇沒對象，跟阿珠設計在薔薇的飲料裡加酒，讓薔薇發酒瘋認識了金百男跟萬得福。 |
| 柳翰雅 | 彭春妹     | 曾大慶的青梅竹馬，非常喜歡曾大慶，大慶在好美麗診所工作時春妹甚至離家來找。家中是醫學世家，因此家人堅持春妹一定要嫁給醫師，大慶憤而考上醫師，然而當大慶發現對春妹只是如妹妹般的呵護而已，令春妹心生對薔薇的妒嫉，在烈哥來診所恐嚇時利用烈哥對初戀的執著試圖除去薔薇。然而看到喬瑟夫對她的關懷後春妹喜歡上喬瑟夫，漸漸放下對大慶的感情。                               |
| 楊烈   | 烈哥       | 黑道大哥，身體欠佳即將不久於人世，為了想整回以前的樣子尋找初戀而佔領好美麗診所，強迫所有人聽他的故事，在曾大慶評估風險後憤而將所有人關起來。春妹想除去薔薇，便慫恿烈哥殺薔薇，在烈哥將薔薇拉到院長室欲殺害之際薔薇情急之下拿起阿蘭的照片，讓烈哥發現原來院長娶了自己的初戀情人，在聽完院長與阿蘭的故事後離開好美麗診所，放所有人自由。                               |
| 陳思璇 | 林雙雙     | 保養品櫃姐，和萬得福是好朋友，兩人常一起參加相關從業人員的活動，一次萬得福穿得很正式跟林雙雙出去，反而引起薔薇的妒嫉，上前跟蹤。 |
| 溫翠蘋 | 楊麗玲     | 名媛，外表堪稱一絕，但婚姻並不幸福，只是因為自尊而不願面對現實，經萬得福的開導後決定結束這段不快樂的婚姻。 |
| 余祥銓 | 年輕時院長 | 在工作的診所外遇到烈哥的初戀女友，臉被火燒傷，院長幫她整回原先的樣子，日久生情後兩人交往。 |
| 李亞萍 | 阿蘭       | 院長亡妻，也是院長唯一喜歡過的女人，戲劇一開始時已病歿，僅出現在照片中。 |
| 熊海靈 | 邱海棠     | 萬得福之母，好賭又好說謊，被萬得福形容成說的十句話有九句都是謊言，不是謊言那一句是夢話。和玫瑰是死對頭，知道萬得福和薔薇交往後極力阻擋，但其實是萬得福指導教授之女為了要萬得福而做出來的事。以為萬得福是和薔薇父親生的小孩，後來發現其實當年被調包。 |
| 黃雅珉 | 向日葵     | 院長新聘的醫師，其實是萬得福的青梅竹馬。從小體弱，家人為了不想再讓他跟萬得福見面，誆騙萬得福她因病過世。後來出現時令萬得福非常訝異，然而她的出現似乎威脅到了薔薇和萬得福的感情…… |
| 唐玲   | 菲蝶亞夫人 | 萬得福的乾姊，長年旅居日本。得知萬得福喜歡薔薇，在他離開台灣之際刻意來到好美麗診所，並向薔薇散佈萬得福已婚的消息，令薔薇相當心碎，但其實只是菲蝶亞夫人想測試薔薇。來台灣的目的是要找尋當年的恩人，但菲蝶亞夫人對恩人了解不多，只知道姓賈，卻引起欣欣的注意，興起想假冒的意圖。                                                                                       |

## 作品的變遷
| 東森綜合台 星期一至星期五20:00~22:10 | 東森綜合台 星期一至星期五20:00~22:10   | 東森綜合台 星期一至星期五20:00~22:10 |
| ------------------------------------ | -------------------------------------- | ------------------------------------ |
|                                      | 好美麗診所 （2005.03.01 - 2005.06.07） |                                      |
| 明星情人夢                           | 好美麗診所嘿哈                         |                                      |